# Джабраилов, Тимур Мамедович
Тимур Мамедович Джабраилов (5 августа 1973, село Старая Сунжа, Чечено-Ингушская АССР) — российский футболист, защитник.

## Биография
В сезоне 1998/99 провел 1 игру за «Нефтчи» (Баку).
С 2001 по 2010 год был капитаном «Терека». Завершил карьеру в начале сезона-2010, перейдя на должность спортивного директора «Терека».
Стал самым возрастным игроком чемпионата России 2010 года.

## Достижения
- Обладатель Кубка России 2003/04
- Победитель первого дивизиона Чемпионата России 2004.
- Лучший футболист «Терека» в сезоне 2007 по опросу журналистов.